# 沭新河
沭新河，位于中国江苏省北部，为淮沭新河下游段，是一条人工开挖的西南－东北流向河道。沭新河起自沭阳县县城西北新沂河左岸的沭新河闸，东北流经东海县东南部，至连云港市海州区洪门入蔷薇河。全长45公里，流域面积324平方公里。